# مدال زبابي رشيق
مدال زبابي رشيق (الاسم العلمي: Microgale gracilis)، نوع من الثدييات المنتمية إلى فصيلة المداليات. مستوطن في مدغشقر. موائله الطبيعية هي الغابات الجبلية الرطبة شبه الاستوائية أو الاستوائية.